# Karl Michel (Schauspieler)

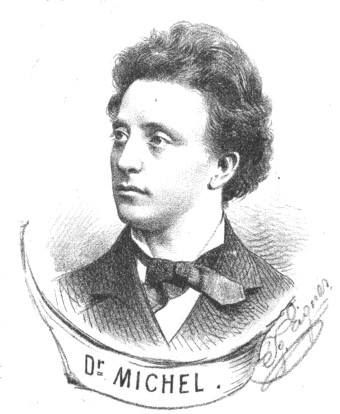
Karl Michel (von Ignaz Eigner, 1891)

Karl Michel (* 1. September 1843 in Stolberg (Rhld.); † 23. Juli 1930 in Berlin) war ein deutscher Hals-Nasen-Ohrenarzt, Schauspieler und Schriftsteller.

## Leben und Werk

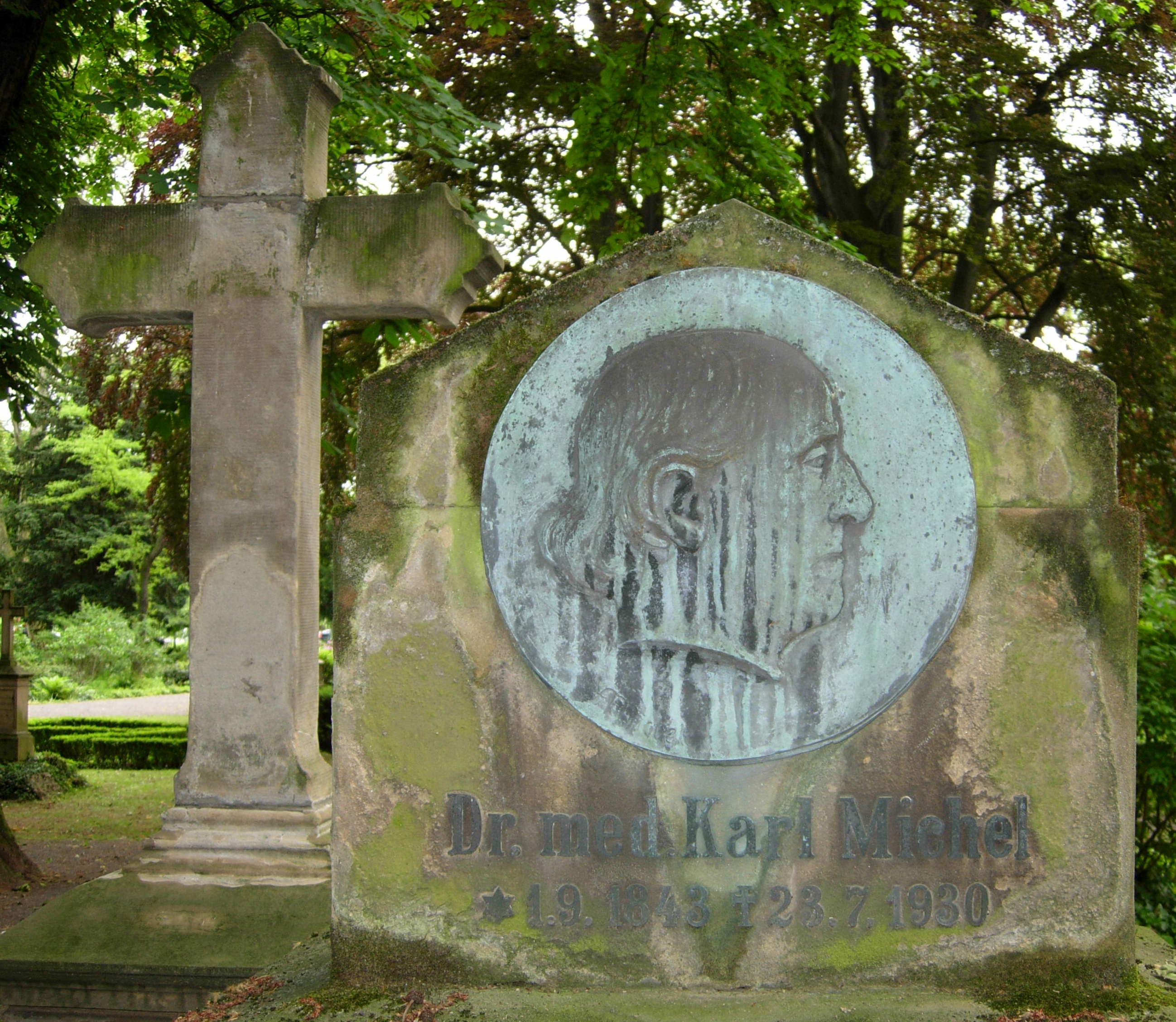
Bildnisplakette Karl Michel auf dem Alten Friedhof in Bonn

Karl Michel wuchs als neuntes von zehn Kindern des Glasfabrikanten Johann Philipp Michel und seiner Frau Sibilla Maria geb. Cudell im rheinischen Stolberg auf. Der Junge sollte katholischer Geistlicher werden und hielt von einer selbstgebauten Kanzel seinen Geschwistern Predigten. In Aachen besuchte er das Gymnasium. Ein Großvater und ein Onkel waren Ärzte, so nahm er ab 1862 in Würzburg das Studium der Medizin auf und trat 1863 in die Burschenschaft Arminia Würzburg ein. 1864 bis 1865 führte er das Medizinstudium in Greifswald fort und schloss sich auch der Greifswalder Burschenschaft Rugia an. An der Universität Greifswald wurde er 1866 mit einer Arbeit De favo („Über die Honigwabe“) promoviert.
Als in Stettin eine Choleraepidemie ausbrach, meldete er sich freiwillig, die Kranken zu behandeln. Nach seiner Militärzeit in Arolsen und Koblenz arbeitete er 1869 in Eltville als Arzt und machte sich dort durch – damals noch seltene – erfolgreiche Bluttransfusionen einen Namen. 1870 ließ er sich in Köln als Hals-Nasen-Ohren-Arzt nieder. Am Krieg 1870/71 nahm Michel als Einjährig-Freiwilliger Arzt teil und wurde 1871 als Assistenzarzt der Reserve im Landwehr-Bataillon Nr. 40 (Köln) entlassen. 1871 betätigte er sich neben seiner HNO-Praxis auch als Theaterarzt in Köln. Bekannt wurde Michel später als „Spezialarzt für Laryngo-Rhino-Chirurgie und Otologie“ durch seine hochentwickelten Operationsmethoden am Kehlkopf vom Mund aus (siehe Veröffentlichungen).
In seiner Freizeit hatte Karl Michel früh begonnen, klassische Theaterrollen einzustudieren und trat bereits an Stadttheatern gelegentlich in kleineren Rollen auf. 1891 – nach seinem ersten offiziellen Auftritt als Schauspieler in Brünn – trat er der Genossenschaft Deutscher Bühnenangehöriger bei. Bis 1892 betrieb Michel noch seine zunehmend erfolgreiche Praxis in Köln, hatte es zu beträchtlichem Wohlstand gebracht und entschloss sich, sich ganz dem Schauspielberuf zuzuwenden. Er zog nach Brünn, um dort zunächst Regiearbeit am Städtischen Theater zu leisten. Danach war er, wohl mit Tourneetheatern, in St. Gallen und Dortmund zu sehen. 1897 trat er am Stadttheater Magdeburg auf, 1898 in Dresden.
1899 ließ sich Michel in Steglitz nieder, um zunächst am Thalia-Theater zu arbeiten. Danach gehörte er dem Berliner Rudolf-Hock-Ensemble an. Es folgten Engagements und Gastspiele: 1904 am Stadttheater Spandau, 1905 am Fürstlichen Schauspielhaus Putbus, 1906 am Theater des Westens, dem Belle-Alliance-Theater und der Freien Volksbühne.
Die Schnellfotografie machte 1910 ein weiteres Lehrbuch möglich: Die Sprache des Körpers, in dem auch seine Töchter vielerlei dramatische Posen darstellen durften. Bald begann er auch Schauspielunterricht zu geben, so lernte Matthieu Lützenkirchen (1863–1924) bei ihm.
Um 1922 setzte er sich zur Ruhe. 1930 ist Karl Michel im Kreise seiner Töchter und Enkel in Berlin-Friedenau gestorben.

### Rollen
In seinen späteren Jahren unter dem Namen Dr. Karl Meil bekannt, spielte er u. a. folgende Rollen: den Jago in Othello, Polonius in Hamlet, Attinghausen in Wilhelm Tell, Riccaut in Minna von Barnhelm, den Kammerdiener in Kabale und Liebe, Schmock in Die Journalisten, Camillo in Ein Wintermärchen, den Mörder in Macbeth, Harpagon in Der Geizige, Wagner bzw. Mephisto in Faust, Crusius in Großstadtluft, die Hauptrolle in Nathan der Weise u. v. a.

### Veröffentlichungen
- Die Krankheiten der Nasenhöhle und des Nasenrachenraumes. Nach eigenen Beobachtungen. 1876.
- Zur Behandlung der Krankheiten der Mundrachenhöhle und des Kehlkopfs : praktische Beiträge. 1880.
- Die Gebärdensprache: dargestellt für Schauspieler sowie für Maler und Bildhauer. 1886 (Teil 1: Die körperliche Beredsamkeit: Gebärden, Seelenzustände, Stimme, Rollenstudium, Spielen; Teil 2: Mimische Darstellungen in 94 Photographien).
- Lessing und die heutigen Schauspieler. 1888.
- Die Sprache des Körpers ; In 721 Bildern dargestellt von Karl Michel, Dr. med. 1910.
- Körpersprache und toter Punkt der Schauspielkunst. 1921.

## Familie
1869 heiratete er Anna Triacca aus Mayen, die einer italienischen Einwandererfamilie entstammte. 
1888 trennten sich die Eheleute einvernehmlich und Karl Michel ging eine zweite Ehe mit Annas Schwester Maria Triacca ein. Aus der Verbindung gingen drei Töchter hervor: Christel (* 1887, später Pianistin), Elfriede (* 1889, später Gymnastiklehrerin) und Eleonore (* 1890, später Kunstlehrerin).